# Scorpions
Scorpions (Скорпіонс) — німецький рок-гурт заснований 1965 року у місті  Ганновер. Для стилю групи є характерними як класичний рок, так і ліричні рок-балади. Гурт є найвідомішим у Німеччині, та одним з найвідоміших у світі. Понад 115 мільйонів платівок гурту було продано.

## Історія

### Утворення
Гурт утворився 1965 року у Ганновері з ініціативи гітариста Рудольфа Шенкера (Rudolf Schenker). Спочатку це був шкільний гурт, який виконував танцювальні твори з репертуару The Rolling Stones, The Yardbirds та Pretty Things, і склад якого постійно змінювався. 1969 року разом з Шенкером у Scorpions грали: Карл Хайнц Фоллмер (Karl-Heinz Vollmer) — гітара; Лотар Хаймберг (Lothar Heimberg) — бас та Вольфганг Дзийоні (Wolfgang Dziony) — ударні. Того ж року Фоллмера замінив брат Рудольфа — Міхаель Шенкер (Michael Schenker), а на початку 1971 року у складі Scorpions з'явився вокаліст Клаус Майне (Klaus Meine). До того вокальні партії виконував Рудольф Шенкер.

### Початок кар'єри
Завдяки допомозі відомого продюсера Конні Пленка група 1971 року записала дебютний альбом «Lonesome Crow», який наступного року видала невеличка фірма «Brain Records». Платівка здобула чималий успіх, однак невдовзі після її випуску Scorpions залишили Хаймберг, Дзийоні та Міхаель Шенкер (останнього запросили до британської формації UFO). Під час запису 1974 року наступного лонгплея «Fly to The Rainbow», який цього разу видала фірма «RCA» у складі групи з'явились Франсіс Бухольц (Francis Buchholz) — бас, Юрген Розенталь (Jurgen Rosenthal) — ударні (який замінив тимчасово запрошеного Вернера Лора (Werner Lohr) та Ульріх Рот (Ulrich Roth) — гітара.
Наступним був альбом «In Trance» 1975 року. Далі — перший в історії гурту альбом, що отримав статус «золотого» — «Virgin Killer», що вийшов 1976 року.

### Шлях до успіху (1974—1978)

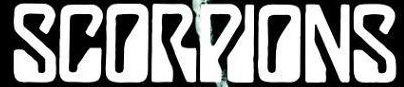
Офіційний логотип гурту, вперше представлений на альбомі In Trance в 1975 році.

1974 року оновлений склад Scorpions підписує контракт із звукозаписною компанією RCA Records і випускає чотири альбоми, перший з яких Fly to the Rainbow. Платівка успішніша, ніж Lonesome Crow, і такі пісні, як «Speedy's Coming», «People Fly Fly» та «They Need a Million» установлюють звучання гурту. Незабаром після цього Ахім Кіршинг і Юрген Розенталь залишають гурт, останнього замінив бельгієць Руді Леннерс.
Наступного року виходить альбом In Trance, який дає початок успішному співробітництву Scorpions з продюсером Дітером Дірксом. Дірксу вдалося скоротити композиції Scorpions з семи хвилин до приблизно трьох - чотирьох, що зробило їх музику доступнішою. Обкладинка, зроблена фотографом Міхаелєм фон Гімбутом була скандальною через те, що на ній видно частину грудей жінки і деякі магазини відмовлялися продавати його, на обкладинці вперше був представлений і офіційний логотип гурту. Альбом був великим кроком вперед, і у стилістичному відношенні, і у тому, що гурт виграв велику кількість шанувальників, як у Німеччині, так і в інших країнах. Пісні, які підкреслюють і показають оновлений стиль Scorpions з цього альбому -  „In Trance“, „Dark Lady“ і „Robot Man“. In Trance є найпродаванішим альбомом RCA в Японії, де захоплення Scorpions спалахнуло. В Німеччині, того ж року, вони були обрані найкращим гуртом.
Під час запису нового альбому, у період червня — жовтня 1977 року, Руді Леннерс покинув гурт і його замінив Герман Ребелл. Наступний альбом Taken by Force, перша платівка Scorpions, яка більш активно рекламується в США, а в Японії стає золотою. Обкладинка, яку зробив Міхаель фон Гімбут, викликала невдоволення у деяких країнах світу, через те, що зображає двох чоловіків на кладовищі, тому в Америці альбом було передруковано з іншою обкладинкою. Однією з пісень, яка робить враження балада «Born To Touch Your Feelings». Після виступів у Європі, Scorpions завершує гастролі в Японії (другий за величиною музичний ринок у світі), де отримують можливість, щоб висловити те, як рок-зірки. Коли ви прибуваєте в аеропорт Токіо, група була зустрінута від чисельності своїх шанувальників, там вони витягують концертів у Токіо, Осаці і Голе. У той же час, Улі Джон Рот починає дистанціюватися від Scorpions, тому що не схвалює стиль групи, який стилі, має тенденцію до сам ринок, а він хоче, щоб зосередитися на сольній кар'єрі. Після виходу подвійного концертного альбому Tokyo Tapes в 1978 році, Ульріха Рота замінив Маттіас Ябс, який виграв у кастингу з участю понад 140 гітаристів.

### Комерційний успіх (1979—1987)
На початку 1979 року Scorpions припинили співпрацю з RCA і підписати контракт з Mercury Records для запису свого наступного альбому. Кілька тижнів, після того, як був вигнаний з через проблеми з алкоголем, Міхаель Шенкер повернувся в Scorpions, і на деякий час гурт складався з трьох гітаристів. Міхаель брав участь у записі трьох пісень для альбому Lovedrive, який деякі критики називають «найкрасивішим». Lovedrive досяг 55 рядку в Billboard 200, і як попередні їхні альбоми став золотим. Журнал назвав його «одним з найкращих хеві-метал альбомів 1979 року». Однак, проблеми не зупинялись: Міхаель, який ще не покінчив з наркотиками і алкоголем систематично пропускав концерти, стало ясно, що він повинен покинути гурт назавжди. І в квітні 1979 року, під час концертів у Франції, Маттіас Ябс був залучений як постійний гітарист, замінивши Міхаеля.

### Face the Heat, Pure Instinct і Eye II Eye (1993—1999)
Слід альбом Face the Heat від 1993 року, який також стає золотий, і займає 24-е місце в Billboard 200. Це останній студійний альбом, в якому стиль гурту досі не був змінений, і наближається багато до цього, з кінця 1970-х і 1980-х років. Відгуки критиків про альбом досить негативні. Альбому не вдається досягти комерційного успіху їх попереднього альбому. Незважаючи на проблеми в США, гурт проводить концерти в таких країнах, як Мексика, Аргентина, Бразилія, Чилі та Венесуела. Майкл Шенкер з'являється в частині турі як запрошений музикант.

### Нова хвиля
Звісно, йшлося про американського барабанщика Джеймса Коттака, який до приєднання до Скорпіонз грав у багатьох гуртах, серед яких найвідомішим є «Kingdom Come».
Після знайомства з Коттаком Шенкер сказав лише одну фразу: «він з нами». Було б дивно, якби Шенкер не погодився. Коттак «ловив» ритм з перших звуків і передбачав партії. Саме тому Герман і сказав, що йому підготовка не потрібна.
Джеймс Коттак — барабанщик найвищого «ґатунку», його гра сповнена імпульсивності й потужості. За його власними переконаннями, на кожному концерті він грає так, наче востаннє в своєму житті. Тур на підтримку нового альбому пройшов на «відмінно».
Влітку 1997 року компанія «Mercury» запропонувала прихильникам гурту збірку «Deadly Sting — The Mercury Years».
1999 рік. Інновації в сфері звукозапису зробили крок вперед і з'явилася змога записувати свою музику на електронний жорсткий диск. Саме так і був записаний альбом «Eye II Eye». Стиль платівки був незвичним для гурту так само, як і для слухачів. Передусім, через свою нетрадиційність: звук був вельми «неприродним» — надто далеко до звучання класичних лампових підсилювачів; звучання гітар було електронним. Втім, експеримент завжди необхідний. Натомість рокери зберегли гарну продуману та дещо слізну лірику, мелодійність, виважену важкість рифів.
Але на жаль, цей альбом вважають не вельми успішним, позаяк він задалеко відхилений від усталених рок-традицій. Відтак експеримент закінчився поразкою, але не капітуляцією…
2000 рік. Ґранж полонить світ. Ця музика полонить серця багатьох рок-фанів. Бажання просуватися вперед, а не стояти на місці, породило нову ідейну мету. Тому в стилі Скорпіонз відбулися кардинальні зміни. Треба було дати людям чогось «свіжого». Тому було прийняте нетривіальне рішення: записати свої хіти разом із симфонічним оркестром — нехай почує весь світ. Так і зародилася ідея створити альбом, який згодом отримав назву «Moment of Glory». Надзвичайно гармонійне поєднання важкого року і симфонії перевершили всі очікування. Альбом буквально «розлетівся» світом, що принесло гурту чимале визнання.
2001 рік. Людство крокує вперед, шукаючи нових вражень. «Поп-музика майже захопила світ і треба це міняти, щоб втриматися на плаву» — саме так прокоментував свою ідею Рудольф Шенкер. Яку ідею? Ідею своєрідного «Бліцкріґу» в музиці — виконати свої найвідоміші хіти без допомоги традиційних електрогітар. Ідея полягає у тому, щоб старі пісні звучали легко, саме для цього і потрібні акустичні гітари. Так з'явилася платівка «Acoustica».

### Ера New Generation
Після випуску концертного акустичного лонгплею та однойменного DVD гурт розпочинає новий тур Європою та Азією зі сталим сетлістом. Водночас музиканти збирають свіжі мотиви для написання нового альбому.
22 червня 2004 року стає відомо про вихід у продаж нового альбому. Його назва — «Unbreakable». За словами Рудольфа Шенкера, назва платівки символізує нерозривність та міцність дружби учасників гурту, що працюють разом уже 29 років. До того ж, альбом, як більшість попередніх, розкриває одну з безлічі принад людського кохання. Попри свою новизну, пісні «She Said» i «Maybe I, Maybe You» увійшли до переліку найкращих балад гурту.
Загалом, платівка набула найхарактерніших рис Scorpions (та й взагалі світової Хард-н-хеві музики). Головною особливістю лонгплею є те, що він записаний на вінілову пластинку, що забезпечує найкращу передачу музичної атмосфери та якість звучання.
Тур на підтримку нового лонгплею був розпочатий у місті Києві. Турне відразу ж після початку було охрещене одним з найуспішніших в історії гурту.

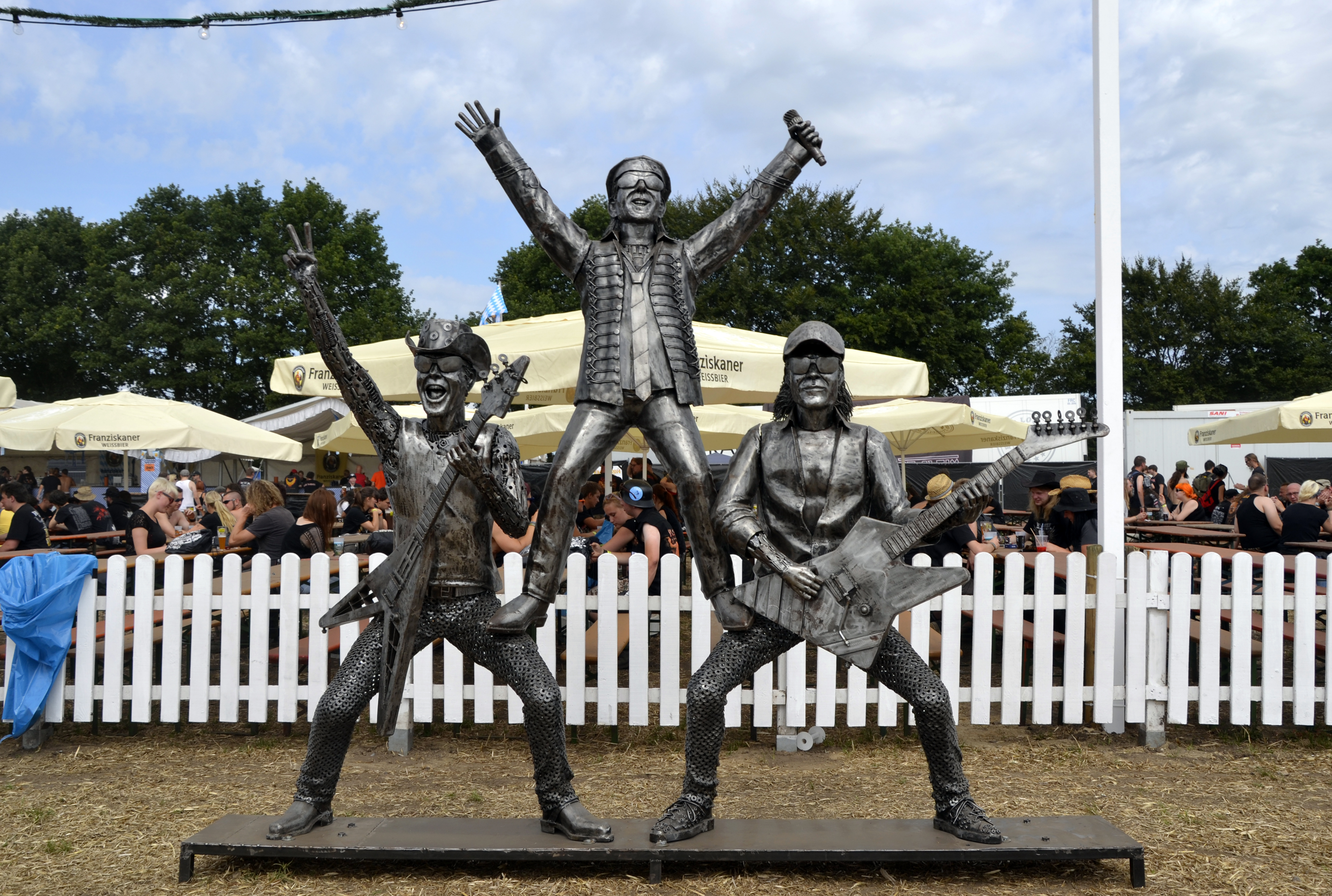
Scorpions – Wacken Open Air 2014

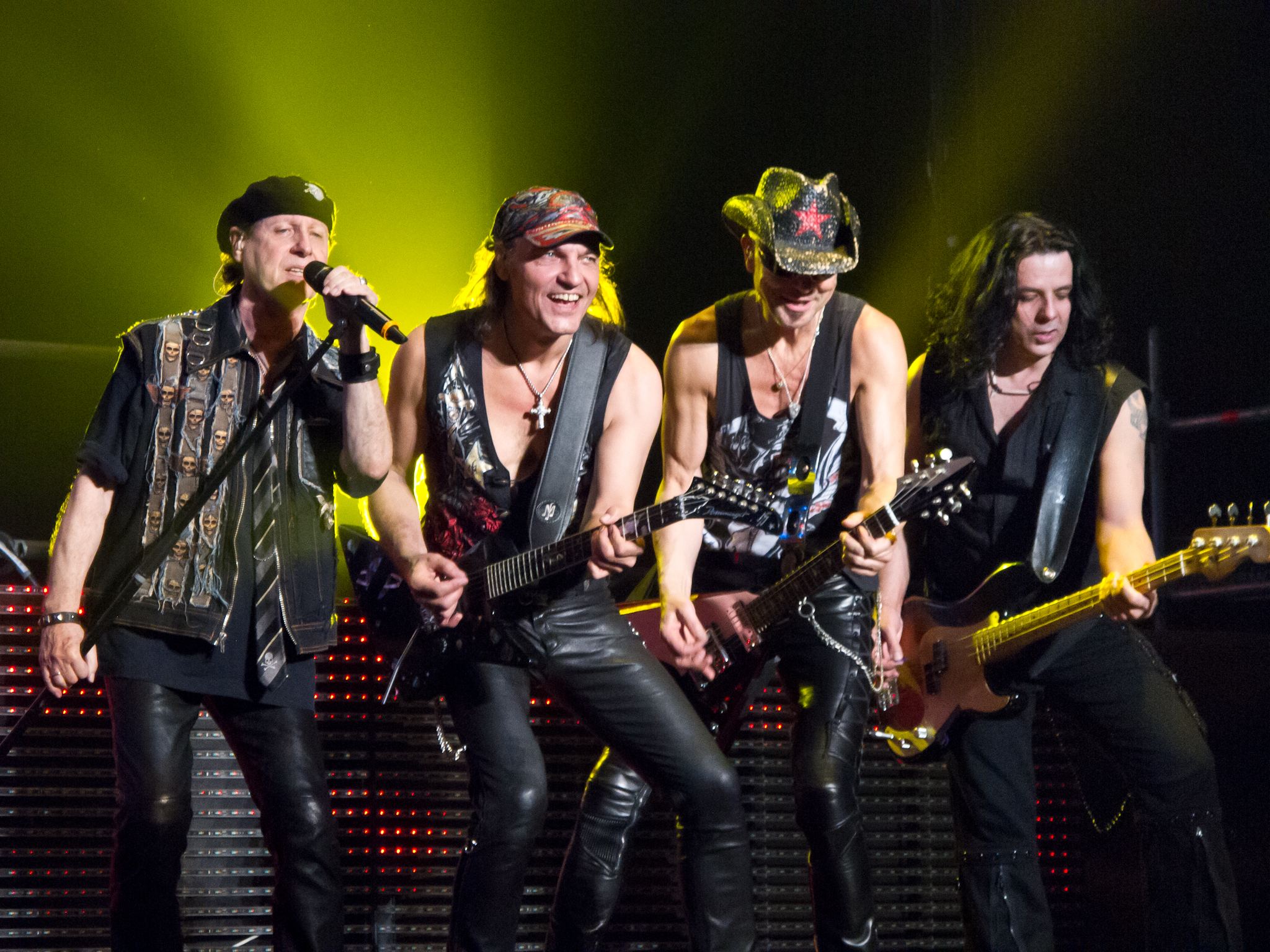
2014 рік

Того ж року відбувся реліз DVD з записом виступу Scorpions у Відні — «One Night In Vienna».

### Питання людяності у XXI сторіччі

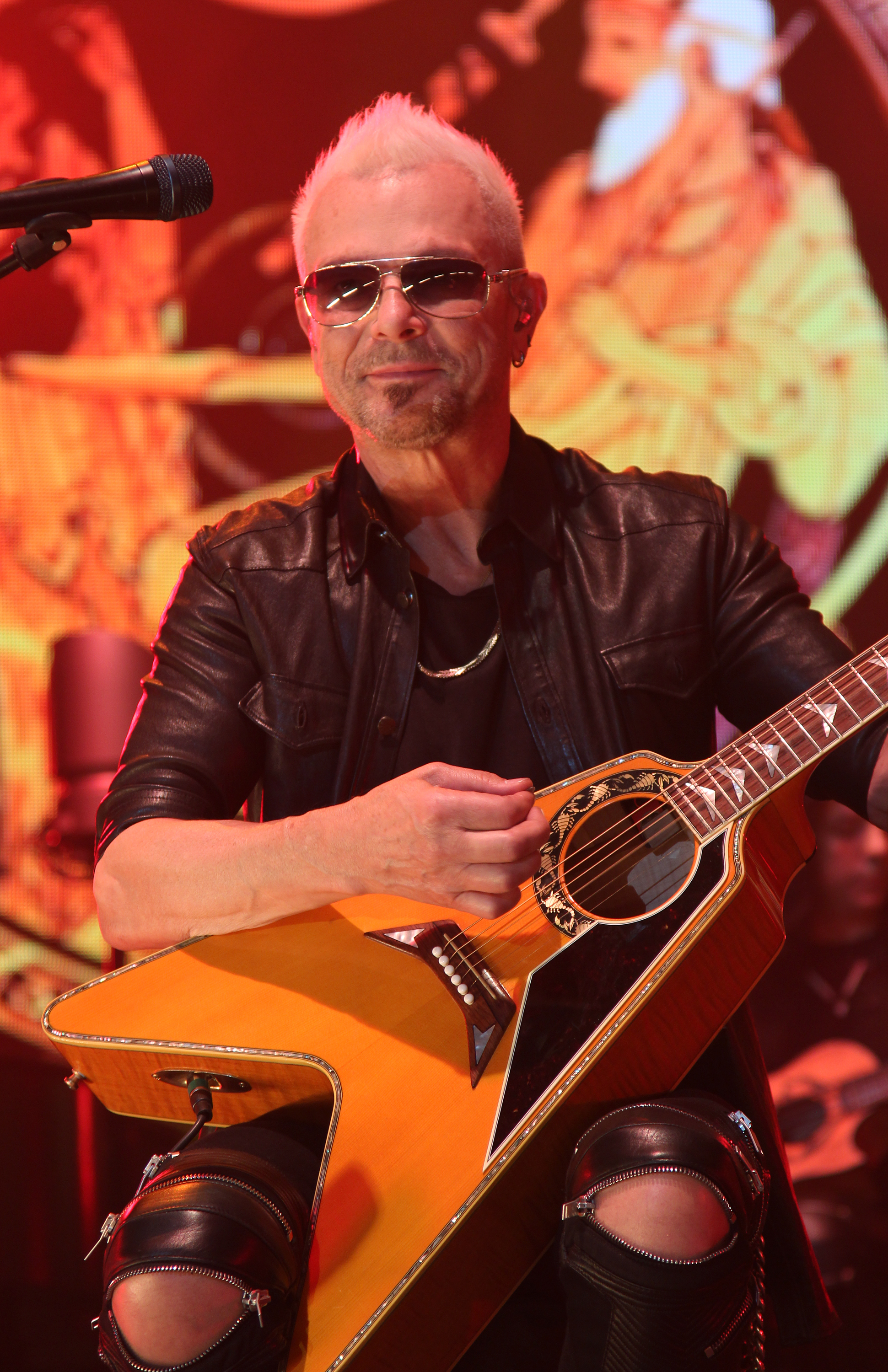
Рудольф Шенкер – MTV Unplugged 2014

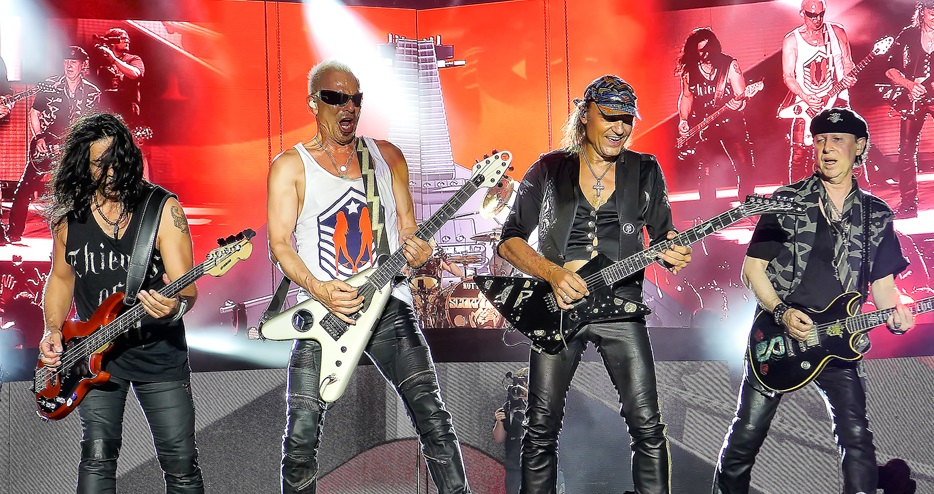
Виступ Scorpions на RockFest у 2015 році

Людство не стоїть на місці, втім проблема зніяковіння понять людської моралі, взаємопідтримки та злагоди постала досить гостро. Саме це було мотивом для створення гуртом лонгплею нетрадиційної, але вражаюче актуальної, тематики — людина та людяність.
25 травня 2007 року — офіційна дата виходу в світ чи не найпереконливішого за своїм змістом альбому, виконаного у стилі Хард-рок. «Humanity: Hour I» — альбом, що покликаний змінити світ. Як завжди, гурт продемонстрував свою головну особливість якнайкраще. Актуальність, поєднана з філософією. Через три тижні після релізу платівки, в США вже було продано понад 15 тисяч копій, що, як запевнили експерти, є непоганим показником.

### Sting in the Tail, Comeblack i Return to Forever (2010-2015)
У 2010 році гурт випускає альбом Sting in the Tail, який мав стати останнім. Втім, після прощального туру, Scorpions зрозуміли, що поквапилися з рішенням закінчити музичну кар'єру. 2011 року колектив випускає альбом Comeblack, що наполовину складається із перезаписаних хітів гурту і наполовину з кавер-версій пісень, які були популярні в 1960—1970 роках. 
У липні 2011 року в інтерв'ю Майне запитали про майбутнє Scorpions. Він відповів: «Наш новий проект вийде в найближчі кілька місяців. Він дасть вам можливість побачити «Скорпіонів» у форматі 3D. Ви зможете відчути, як димлять струни гітари, як на живому концерті. Це неймовірний досвід. На DVD представлені наші концерти у форматі 3D у Німеччині. Ми як раз збираємося робити мікс, і, сподіваємося, скоро він з'явиться на Близькому Сході і в Саудівській Аравії. Дійсно, потужна 3D-технологія змушує нас відчувати себе першопрохідцями після всіх цих років (він сміється). Пізніше цього року у нас вийде альбом з класичними творами. Ви знаєте нашу любов до них. 60-ті були епохою нашого натхнення. Наш фільм/документальний фільм також незабаром вийде на екрани. У нас є камери в турах, тож цей документальний фільм знімається під час наших турів. Він також дає вам уявлення про кар'єру і шлях Scorpions" .
Згодом, у 2013 році, гурт записує черговий концертний альбом MTV Unplugged – Live in Athens, записаний за два акустичних сети під відкритим небом у Афінах.

### 50th anniversary andReturn to Forever(2015-2017)
23 жовтня 2014 року Майне виступив перед французьким фан-клубом Crazyscorps і оголосив, що новий альбом вийде у лютому або березні 2015 року, що збігається з 50-річчям гурту. На відміну від того, що гурт заявляв у 2013 році, до нового альбому увійшли не лише нещодавно записані версії раніше не виданих пісень, але й новий матеріал, написаний у період з 2011 по 2014 рік. Альбом був записаний у Швеції з продюсерами Мартіном Хансеном і Мікаелем Нордом Андерссоном. Барабанщик Джеймс Коттак, який покинув гурт у травні 2014 року для проходження реабілітації, повернувся до гри на барабанах . 
На початку 2015 року гурт видає альбом Return to Forever, а у наступному році колектив покидає барабанщик Джеймс Коттак.
29 серпня 2015 року гурт "Scorpions" анонсував ювілейні 50-ті делюкс-видання альбомів Taken By Force, Tokyo Tapes, Lovedrive, Animal Magnetism, Blackout, Love at First Sting, World Wide Live і Savage Amusement, які вийшли 6 листопада 2015 року. Ці делюкс-релізи включають "десятки невиданих пісень, альтернативні версії великих хітів, чорнові мікси та рідкісні записи живих концертів". 
28 квітня 2016 року було оголошено, що барабанщик Motörhead Міккі Ді замінить Джеймса Коттака і зіграє на барабанах на 12 північноамериканських концертах, включаючи серію шоу в готелі Hard Rock у Лас-Вегасі під назвою «Scorpions Blacked Out in Las Vegas» з Queensrÿche, що відкриває шоу у Вегасі, і побачення в Сан-Паулу. 
12 вересня 2016 року Міккі Ді, відомий своєю участю у гурті Motörhead. Спершу він був сесійним музикантом, а пізніше став повноправним учасником гурту. Разом з Міккі Scorpions записали альбом Rock Believer, який вийшов 25 лютого 2022 року.
18 січня 2017 року Scorpions були введені в Зал історії хеві-металу (Hall of Heavy Metal History) за те, що вони вели атаку двох гітар у хеві-металі. Доходи від церемонії пішли на користь фонду Ронні Джеймса Діо Stand Up and Shout Cancer Fund.

### Теперішній час
У серпні 2018 року в інтерв'ю Digital Journal гітарист Scorpions Рудольф Шенкер заявив, що гурт не проти записати наступний альбом після Return to Forever. Він пояснив: «Ми все ще чекаємо моменту для натхнення, щоб записати ще один альбом, як це робили Judas Priest і Metallica. Треба почекати, поки прийде час" . У травні 2019 року Клаус Майне натякнув, що “новий альбом може вийти у 2020 році” .
28 квітня 2020 року Scorpions випустили (на своєму YouTube-каналі) нову (короткометражну, тривалістю 2 хвилини 16 секунд) пісню під назвою «Sign of Hope», натхненну пандемією COVID-19 .
25 липня 2020 року Scorpions увійшли до студії Peppermint Park у Ганновері, щоб відновити роботу над дев'ятнадцятим студійним альбомом . Початкові сесії альбому, які мали відбутися в Лос-Анджелесі, були проведені дистанційно, за участю продюсера Грега Фідельмана через Zoom; однак барабанщик Міккі Ді підтвердив в інтерв'ю Роббу Флінну з Machine Head у березні 2021 року, що гурт був змушений відмовитися від планів роботи з Фідельманом через пандемію COVID-19.  Прогрес у роботі над альбомом продовжував залишатися повільним до серпня 2021 року, коли Scorpions опублікували на Facebook відео зі студії, де вони репетирували нову пісню (можливо, під назвою «Seventh Sun») для майбутнього туру . 
29 вересня 2021 року Scorpions оголосили «Rock Believer» як назву свого дев'ятнадцятого студійного альбому і встановили 11 лютого 2022 року датою його виходу; пізніше гурт відклав реліз альбому на два тижні після спочатку запланованої дати виходу . На підтримку альбому вони провели європейське турне з Mammoth WVH і північноамериканське турне з Thundermother і Whitesnake, як частину прощального туру останніх .
Під час пандемії COVID-19 вони співпрацювали з японською рок-зіркою Yoshiki, виконавши пісню «Wind of Change» для документального фільму «Йошикі: Під небом" . Це був перший раз, коли гурт зібрався разом, щоб виконати українську версію пісні . Пізніше виступ був випущений у вигляді музичного відео на YouTube .
У грудні 2023 року також було оголошено, що гурт вперше за вісім років повернеться до Туреччини, щоб виступити з концертом у Стамбулі у травні 2024 року .
У вересні 2024 гурт Scorpions оголосили про скасування п’яти концертів у своїй країні через травму свого гітариста Маттіаса Джабса.

## Активізм
Під час повномасштабного російського вторгнення в Україну, яке є частиною російсько-української війни Scorpions заспівали на підтримку України.
У своєму хіті Wind of Change гурт замінив перші рядки, де йшлося про Москву-ріку, фразою Now listen to my heart, it says Ukrainia («А тепер послухай моє серце – воно говорить «Україна»).
Перед початком виступу в Лас-Вегасі вокаліст гурту Клаус Майне висловив підтримку Україні. А поки Scorpions грали Winds of Change, зал освітлювали кольорами українського прапора.
Wind of Change уперше прозвучала 1990 року, вона була присвячена закінченню Холодної війни. 
У липні 2025 на честь 60 річного ювілею гурту разом з вокалістом року гурту Judas Priest Роб Гелфорд вийшов з жовто-блакитним прапором .

## Дискографія
Студійні альбоми
- Lonesome Crow (1972)
- Fly to the Rainbow (1974)
- In Trance (1975)
- Virgin Killer (1976)
- Taken by Force (1978)
- Lovedrive (1979)
- Animal Magnetism (1980)
- Blackout (1982)
- Love at First Sting (1984)
- Savage Amusement (1988)
- Crazy World (1990)
- Face the Heat (1993)
- Pure Instinct (1996)
- Eye II Eye (1999)
- Unbreakable (2004)
- Humanity: Hour I (2007)
- Sting in the Tail (2010)
- Comeblack (2011)
- Return to Forever (2015)
- Rock Believer (2022)